# Кочиште
Кочиште (мкд. Кочиште) је насеље у Северној Македонији, у југозападном делу државе. Кочиште припада општини Демир Хисар.

## Географија
Насеље Кочиште је смештено у југозападном делу Северне Македоније. Од најближег већег града, Битоља, насеље је удаљено 50 km северозападно.
Кочиште се налази у североисточном делу области Демир Хисар. Насеље је положено у горњем делу тока Црне реке. Северно и источно од насеља изидже се Бушева планина. Надморска висина насеља је приближно 750 метара.
Клима у насељу је планинска због знатне надморске висине.

## Становништво
По попису становништва из 2002. године Кочиште је имало 38 становника.
Претежно становништво у насељу су етнички Македонци (100%). Раније је село имало и значајну албанску заједницу.
Већинска вероисповест у насељу је православље.